# Deismo

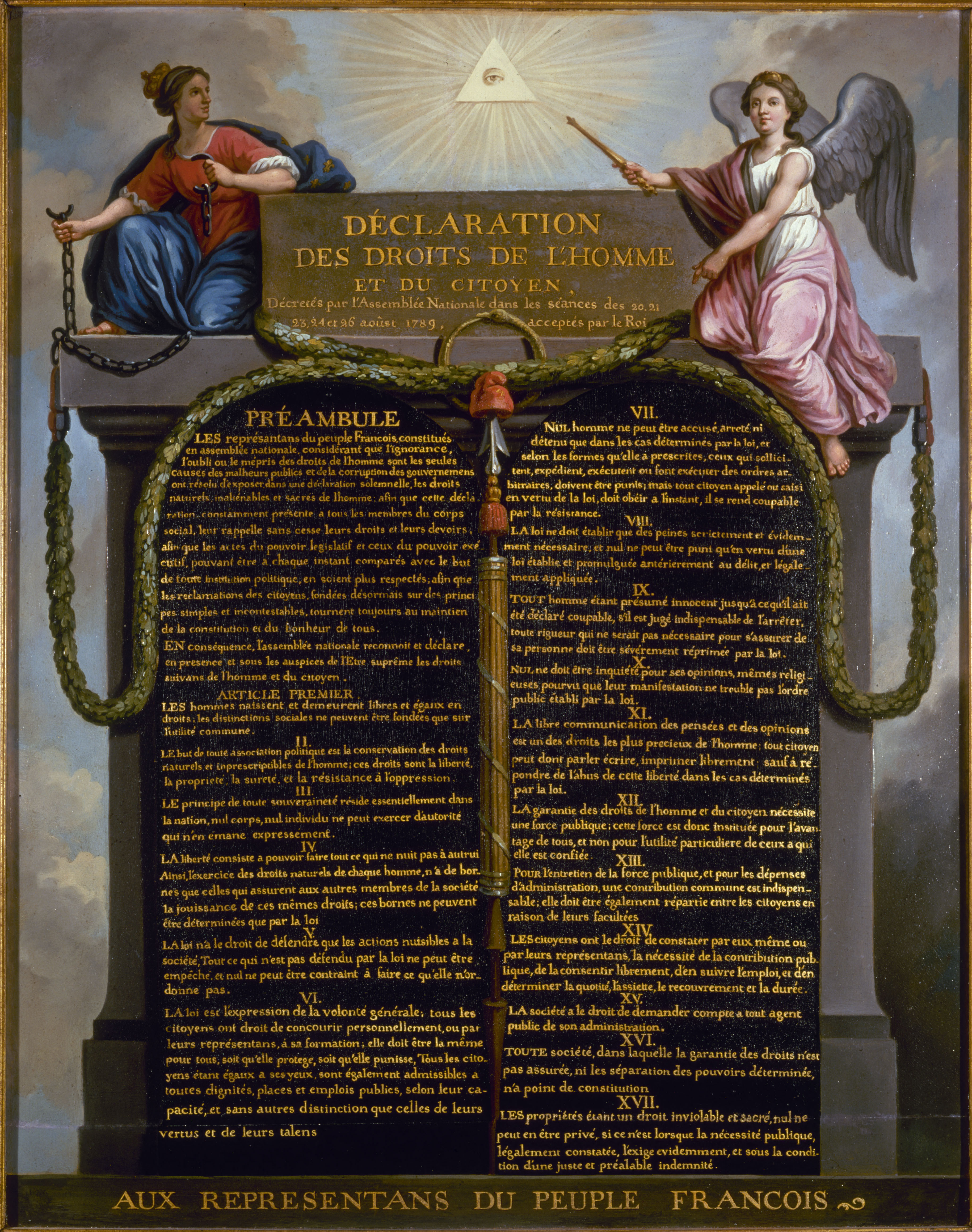
L'Occhio della Provvidenza, simbolo spesso usato nel deismo, e precedentemente dal cristianesimo, come rappresentazione di Dio, sopra il testo della dichiarazione dei diritti dell'uomo e del cittadino, che nel preambolo afferma che "l'Assemblea Nazionale riconosce e dichiara, in presenza e sotto gli auspici dell'ESSERE SUPREMO", riprendendo la posizione giusnaturalista illuminista, i diritti umani e civili concessi "naturalmente" dalla divinità, e conoscibili tramite natura e ragione. Incisione di Jean-Jacques-François Le Barbier

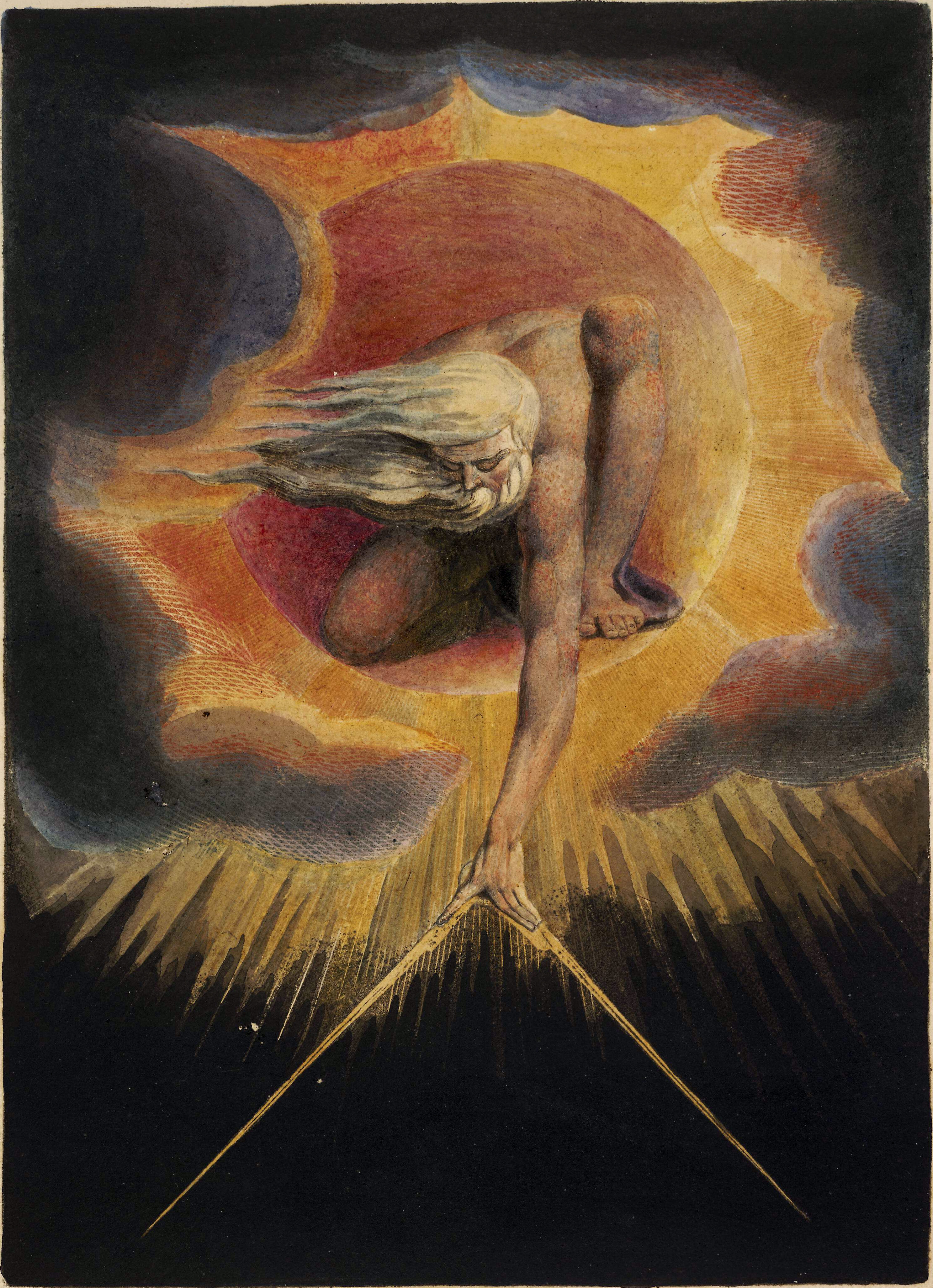
The Ancient of Days (1794), dipinto di William Blake, British Museum, Londra. Il Dio demiurgo raffigurato con sembianze antropomorfe analogamente al Dio Padre di Michelangelo nella Creazione di Adamo, crea il mondo con un compasso.

Il deismo (dal latino: deus) è una filosofia religiosa razionalista ma non necessariamente anticlericale, che sostiene l'esistenza di un Dio Essere Supremo, ordinatore, ma esterno al mondo, con caratteri di "religione naturale".
Sviluppatasi nei secoli XVII e XVIII in Gran Bretagna,, diffusa successivamente in Francia, Germania e Stati Uniti d'America. Il deismo esclude dogmi, autorità religiose, ed elementi sovrannaturali, oltre che la maggioranza di ciò che viene collegato al paranormale e al misticismo religioso rivelato, considerati come mera superstizione ed errori che nascondono il vero carattere razionale della divinità. Nato in un'epoca fortemente segnata dalle guerre di religione combattute allora tra cattolici e protestanti, il deismo intendeva porre fine ai contrasti fra le religioni rivelate in nome di quell'univocità della ragione sentita, in particolare nell'ottica dell'Illuminismo, come l'unico elemento in grado di unire in fratellanza tutti gli esseri umani. In quest'ambito Kant nella Critica della ragion pura diede una definizione dei due termini di deismo e teismo che precedentemente erano sinonimi (come si nota nel Dizionario filosofico del deista Voltaire, nell'Emilio di Rousseau e ne Il buon senso dell'ateismo di d'Holbach); scrive Kant:
Il deismo assume quindi a priori l'esistenza di un Essere Supremo, creatore e regolatore delle leggi dell'universo, indispensabile a spiegarne l'ordine, l'armonia e la regolarità. Nega però sia la necessità di una rivelazione, dalla quale comunque prescinde ritenendo che sia solo per gli incolti, sia la storicità di qualsiasi pretesa rivelazione. A seconda dei casi ammette o meno l’esistenza di una provvidenza, di qualcosa che agisce nella storia oltre le azioni contingenti dell'uomo.
La negazione della rivelazione ha come conseguenza il rifiuto di qualsiasi dogma, testo sacro o autorità religiosa. L'uso corretto della ragione consente all'uomo di elaborare una religione naturale e razionale completa e autosufficiente, capace di spiegare il mondo e l'uomo.
Il deismo viene definito anche come "religione naturale", in quanto non fondato su testi sacri ma sulla ragione che, ribadendo l'esistenza di Dio, lo configura in termini differenti da quelli delle religioni rivelate. Esso assume anche alcuni elementi del panteismo di Spinoza (Deus sive Natura), come in Rousseau, o reputa Dio come ciò che è inconoscibile dalla ragione speculativa, ma verso cui tende tutto l'uomo da un punto di vista morale, come in Kant, o come qualcosa di esterno e disinteressato al mondo come in Hume e Voltaire.

## Storia

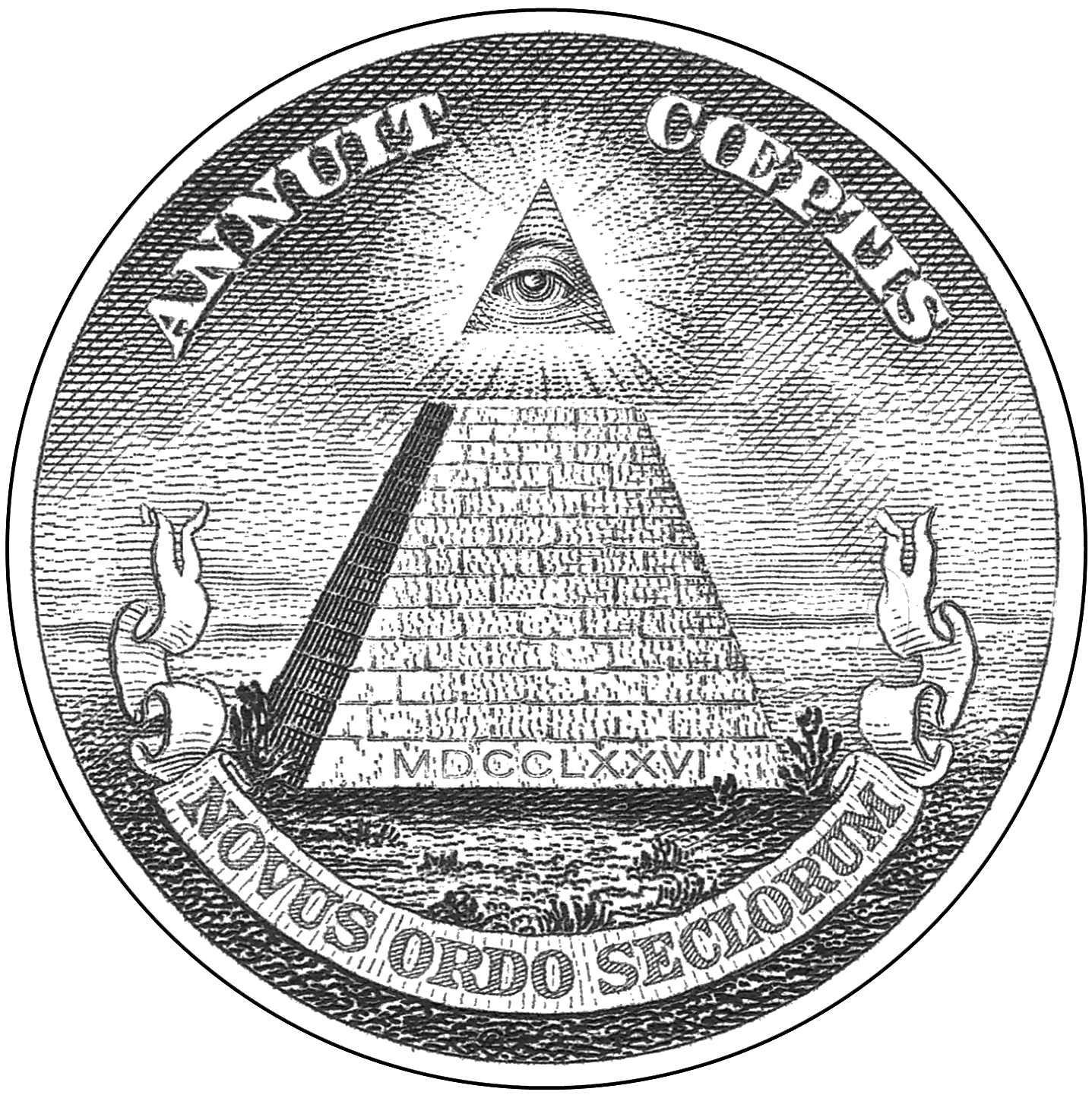
L'occhio di Dio (sulla piramide) dalla banconota americana da un dollaro. Il simbolo era già noto nell'Antico Egitto e veniva usato nel Rinascimento anche per il Dio giudaico-cristiano. Più tardi venne adottato dalla massoneria e dal deismo.

Nonostante le difficoltà iniziali a superare la censura non solo ecclesiastica (cattolica e protestante) per le posizioni di estremo razionalismo, il deismo diventò ben presto una delle principali correnti d'interpretazione filosofica della religione, anticipando tematiche che avrebbero trovato pieno sviluppo nel Settecento con l'Età dei Lumi.
Se l'amico di Cartesio, Marin Mersenne, nel 1624 sente l'urgenza di denunciare il diffondersi del deismo e di altre correnti filosofiche antireligiose in Europa, pubblicando L'impiété des déistes, athées et libertins de ce temps, combatue et renversée de point en point par raisons tirées de la philosophie et de la théologie, il filosofo cattolico francese Blaise Pascal qualche decennio dopo denunciò come deisti tutti coloro che pretendono di assurgere alla conoscenza di Dio prescindendo dalla rivelazione tramandata dalla tradizione ecclesiastica, e contrapporrà al «Dio dei filosofi», raggiunto con il lume naturale, il «vero Dio» rivelato dei testi sacri ebraici e cristiani.
L'empirista ed illuminista scozzese David Hume è il filosofo che ha espresso la critica più feroce dell'antropomorfismo sotteso sia alle religioni monoteiste, sia alla concezione deistica del mondo, tuttavia sostenne l'esistenza di un ordine morale del mondo, sebbene non conoscibile razionalmente. Nei suoi Dialoghi sulla religione naturale (1779) sostenne che «la materia può essere suscettibile di numerose e grandi rivoluzioni durante i periodi infiniti di durata eterna del mondo», contro la tradizione che da Anassagora si estende fino a Cartesio e oltre, attacca il privilegio accordato «a questa piccola agitazione del cervello che noi chiamiamo pensiero», facendone il modello di risoluzione di tutti gli enigmi posti dall'esistenza e dal funzionamento dell'universo e proprio in virtù delle sue tendenze antirazionaliste ammise la potenza dell'abitudine e della consuetudine in rapporto a conoscenze di ordine fisico-naturale (induzione) e in rapporto a conoscenze morali, valorizzando molto le componenti sensitive su quelle razionali e ammettendo, seppur in maniera problematica, una certa validità al senso comune.
Anche il culto massonico del Grande Architetto dell'Universo può essere considerato una forma di deismo, così come l'unitarianismo.

## Deismo in Europa e in America

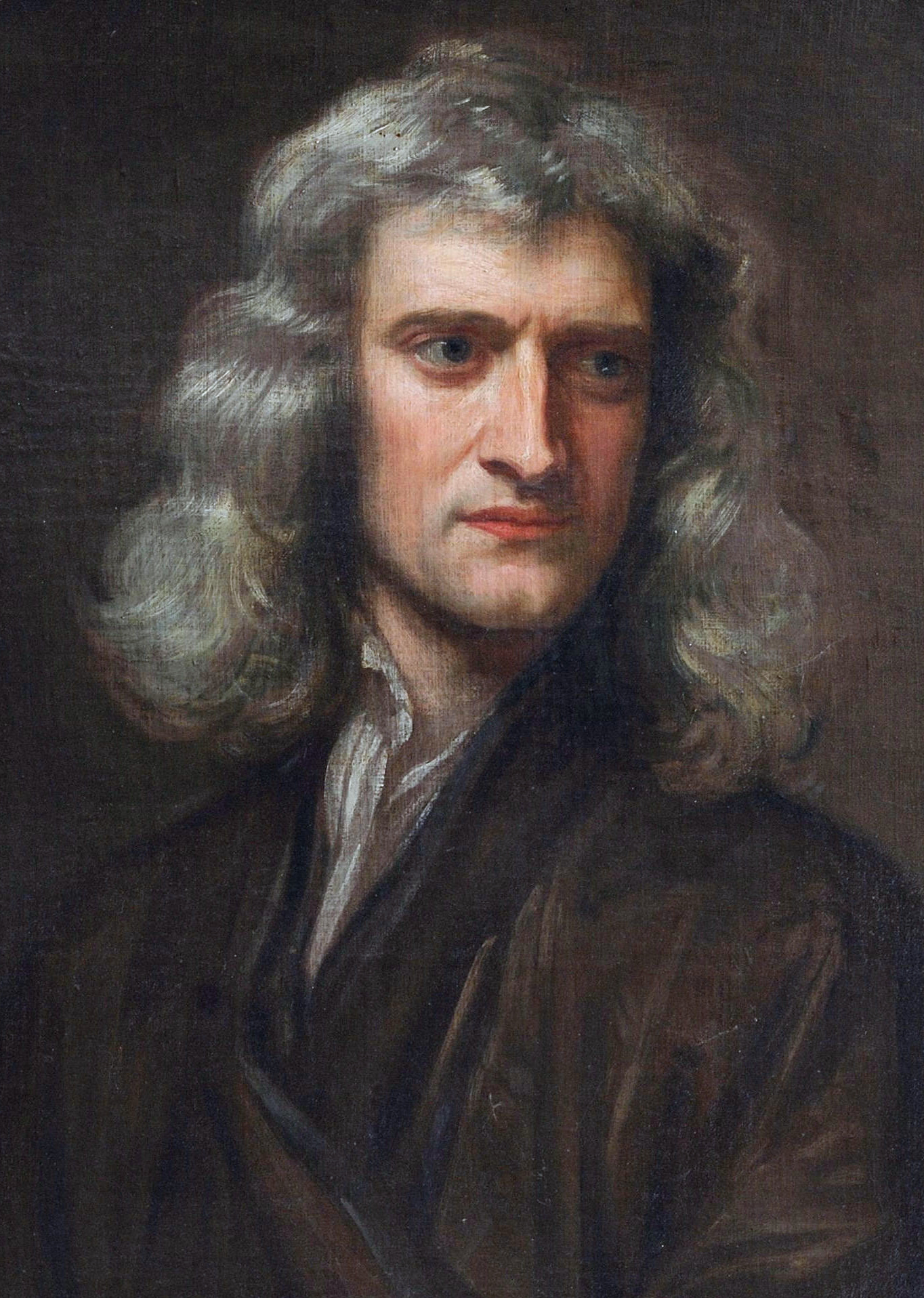
Isaac Newton, ritratto di Sir Godfrey Kneller (1689)

### Isole britanniche
Tra il Seicento e il Settecento molti furono i filosofi, scienziati, matematici, scrittori, intellettuali e politici illustri dell'Illuminismo europeo e americano che sostennero la critica alla religione del deismo, diffuso anche all'interno della massoneria, e furono deisti a loro volta; in Inghilterra tra i più noti vi sono stati illuministi ed empiristi (seguaci dell'assioma per cui la conoscenza tramite l'esperienza e il metodo scientifico diffuso da Galileo) come Edward Herbert di Cherbury, Charles Blount, John Locke (formalmente cristiano anglicano), Isaac Newton (anglicano), Lord Bolingbroke, Samuel Clarke, John Toland, Matthew Tindal, Anthony Collins e David Hume in Scozia. Anche Charles Darwin all'epoca della pubblicazione de L'origine delle specie era un deista.

Jean Baptiste Le Rond d'Alembert

### Francia
In Francia sono stati deisti Jean Jacques Rousseau, Denis Diderot (ateo in vecchiaia), Voltaire (anche se, nel Dizionario filosofico usa il termine teismo), D'Alembert, Émilie du Châtelet (compagna di Voltaire), La Mettrie (poi divenuto ateo), Montesquieu, Victor Hugo (libero pensatore), Alphonse de Lamartine.

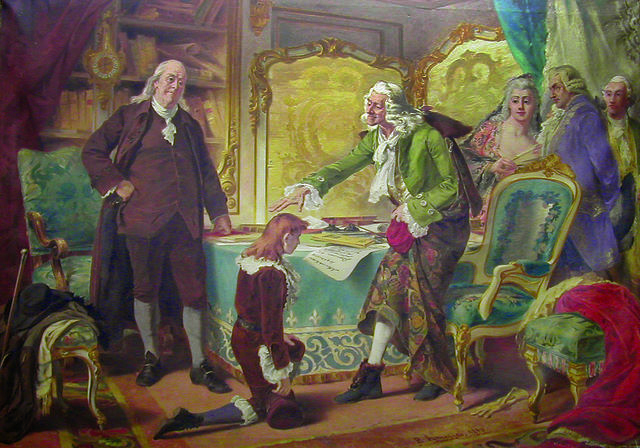
Pedro Américo, Voltaire benedice il nipote di Franklin in nome di Dio e della Libertà (1889–1890), il cui dipinto raffigura un episodio degli ultimi mesi di vita di Voltaire

Un caso a parte nella diffusione del deismo francese è stato quello del prete Jean Meslier, il quale pur essendo segretamente ateo, antiteista e materialista, nel suo Testamento sosteneva con entusiasmo la causa combattuta dal deismo contro la religione; il capitolo sul deismo del Testamento di Meslier venne ricopiato e pubblicato clandestinamente dal filosofo ateo e illuminista Paul-Henri Thiry, barone d'Holbach, oltre che riutilizzato da Voltaire che pubblicò parzialmente la prima versione del Testament di Meslier depurandola dalle parti atee.
In seguito ci fu un periodo di deismo ufficiale durante la Prima Repubblica francese, con la nascita del Culto dell'Essere Supremo.

### Stati Uniti

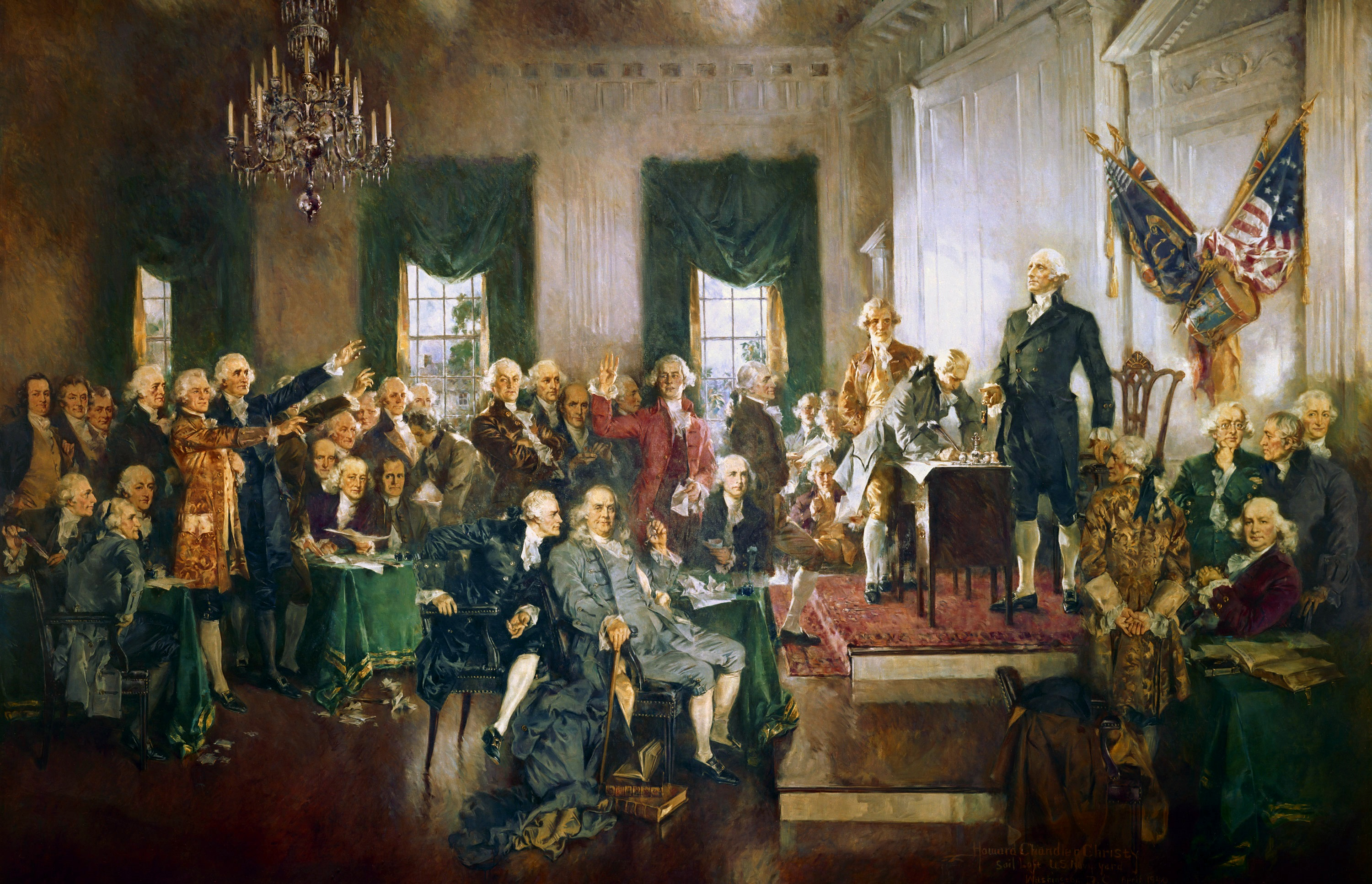
Scena della firma della Costituzione degli Stati Uniti, dipinto di Howard Chandler Christy, Campidoglio, Washington

Nelle Tredici colonie britanniche dell'America settentrionale, alle quali seguì la guerra d'indipendenza dall'Impero britannico e la fondazione degli Stati Uniti d'America, i filosofi, scienziati e letterati deisti americani più noti ed influenti sono stati il filosofo Thomas Paine e i Padri fondatori degli Stati Uniti (in maggioranza anglicani) firmatari della Dichiarazione d'indipendenza: John Adams, Benjamin Franklin, Alexander Hamilton, John Jay, Thomas Jefferson, James Madison e George Washington, i quali avevano determinate confessioni private, le quali non condizionavano in maniera pesante la loro azione politica, e si riconoscevano in una religione razionale e naturale (ad esempio Jefferson che realizzò una Bibbia priva di elementi sovrannaturali) avvicinabile al deismo illuminista. La stessa introduzione della Dichiarazione, stesa da Jefferson, è di ispirazione deista e fa riferimento a "leggi della Natura e del Dio della Natura": 
Jefferson aiutò anche La Fayette con la stesura della dichiarazione dei diritti dell'uomo e del cittadino in Francia.
Il poeta e scrittore Edgar Allan Poe era deista-panteista (protestante di nascita), così come Mark Twain.

### Germania e Austria

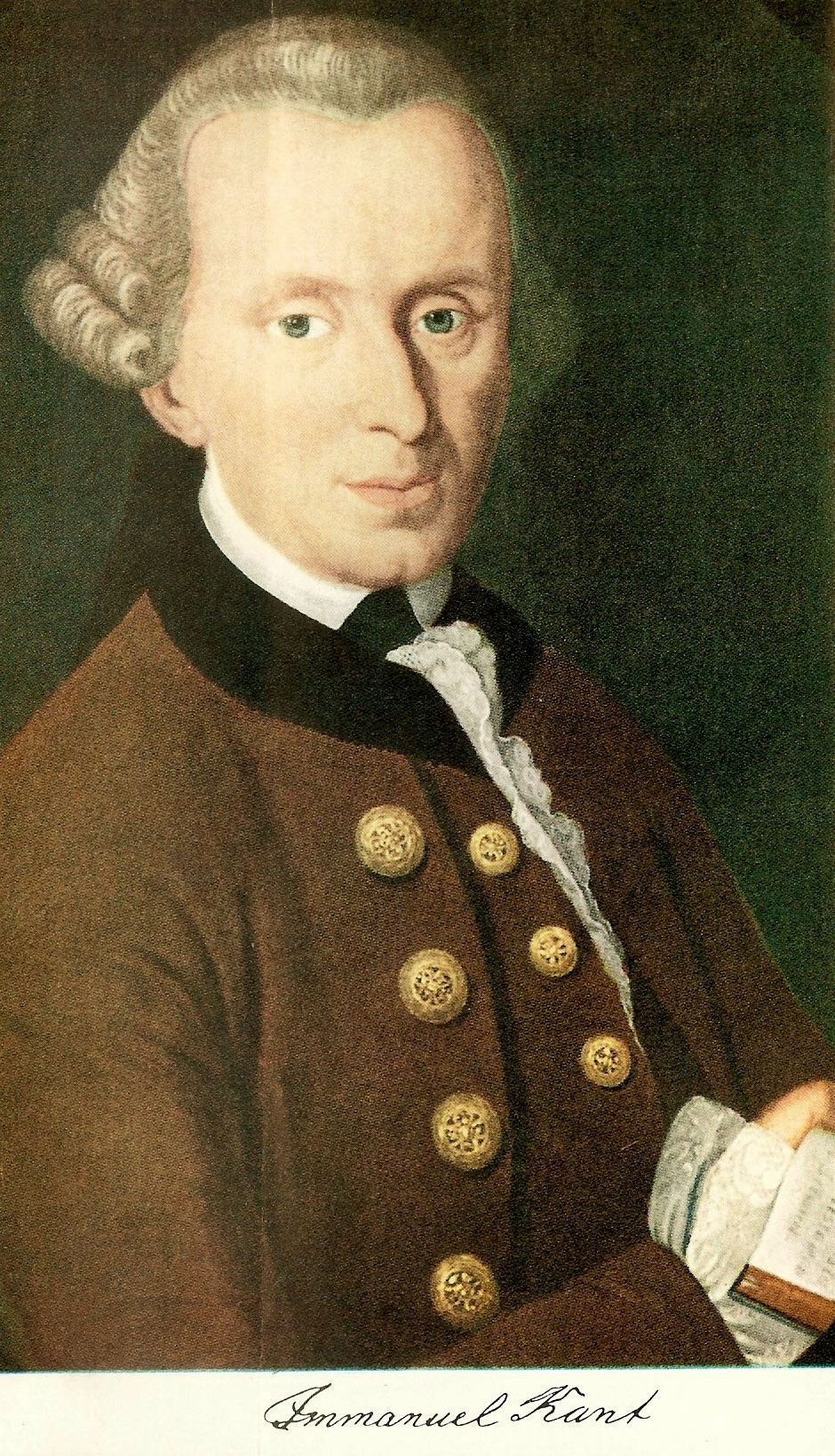
Immanuel Kant

In Germania furono deisti i filosofi G. E. Lessing, J. G. Fichte, poi convertito al Cristianesimo, lo stesso Immanuel Kant (formalmente cristiano protestante luterano), Leibniz (cristiano razionalista) e Moses Mendelssohn, sebbene il deista forse più noto, insieme con Adam Weishaupt, il fondatore dell'ordine degli Illuminati di Baviera, è stato il critico biblico ed esegeta Hermann Samuel Reimarus, i cui scritti furono pubblicati postumi da Lessing come Frammenti dell'Anonimo di Wolfenbüttel. In particolare la pubblicazione del frammento in cui Reimarus contesta l'attendibilità storica della risurrezione di Gesù, definendola un falso storico e attribuendola a un'invenzione dei discepoli, disperati dopo la morte del loro maestro, destò un vivacissimo scandalo in Germania. A Lessing fu vietato il diritto di replica: egli utilizzò questo silenzio imposto per portare sul palcoscenico la prosecuzione del confronto con il pastore Goeze, scrivendo il dramma Nathan il saggio, in cui, utilizzando la parabola dei tre anelli, già presente nel Decameron di Giovanni Boccaccio, sviluppò al contempo i temi della tolleranza e della teoria dell'impostura. Sempre in ambito germanico, il poeta Friedrich Schiller (autore del testo originale dell'Inno alla gioia musicato poi da Beethoven e oggi Inno europeo), aveva una spiritualità deista, così come il compositore Wolfgang Amadeus Mozart da adulto (formalmente cattolico ma membro attivo della massoneria, e fervente deista, si veda la cantata Voi che onorate il creatore dell'universo infinito K 619), lo scrittore Johann Wolfgang von Goethe (deista-panteista) e il monarca illuminato Federico II di Prussia.

### Italia
In Italia ebbero posizioni deiste Tommaso Campanella (uno dei precursori di questa filosofia), Pietro Verri, Cesare Beccaria, Giacomo Casanova, Filippo Buonarroti, Giuseppe Mazzini, Giuseppe Garibaldi (tendente all'agnosticismo), Giovanni Pascoli, Vittorio Alfieri e Goffredo Mameli. Secondo alcuni storici, anche le credenze religiose del genio rinascimentale Leonardo da Vinci possono essere accostate ad una forma di deismo.

### Deismo istituzionalizzato durante la Rivoluzione francese

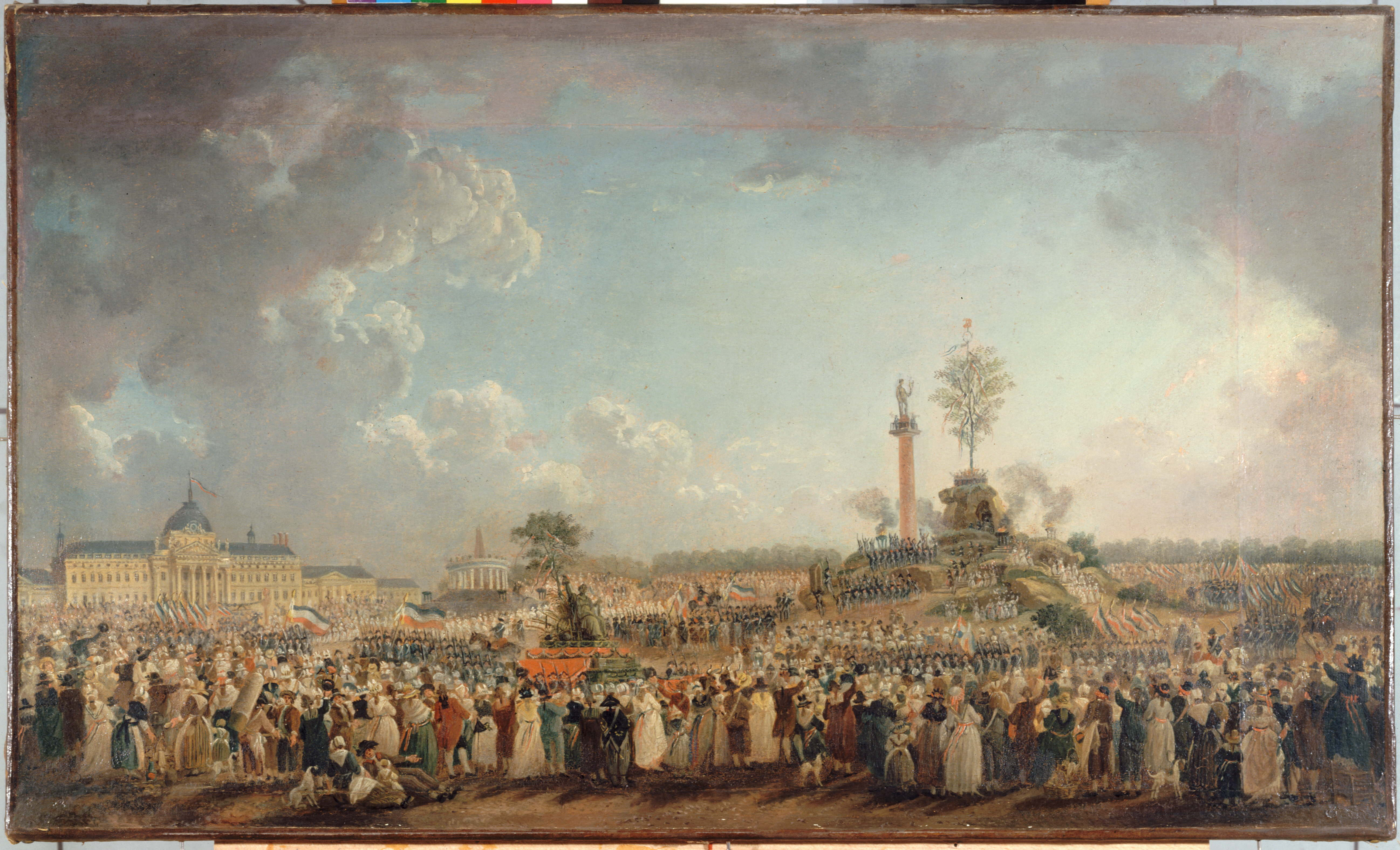
La Festa dell'Essere supremo vista dal Campo di Marte, Parigi, 8 giugno 1794

Diversi esponenti della rivoluzione francese furono deisti, come Robespierre - che alla fine del governo giacobino spinse a votare come religione di Stato una forma di deismo istituzionalizzato, il cosiddetto culto dell'Essere Supremo - Georges Jacques Danton, Louis Antoine de Saint-Just, Georges Couthon, Bertrand Barère, Jean-Paul Marat, il fogliante Jean-Sylvain Bailly e Camille Desmoulins. Già precedentemente si organizzavano semplici cerimonie, come il matrimonio simbolico di Marat con la compagna Simonne Evrard. Dopo il colpo di Stato del 9 termidoro il culto fu riproposto come religione privata nella forma della teofilantropia, vietata da Napoleone per motivi politici nel 1801 ma riproposta sotto varie forme. Essa fu ufficiosamente appoggiata dal Direttorio tra il colpo di Stato del 18 fruttidoro anno V (4 settembre 1797) e la legge del 22 fiorile anno VI (11 maggio 1798), in particolare dal direttore Louis-Marie de La Révellière-Lépeaux.
Anche Napoleone fu forse un deista per una parte della sua vita, prima di tornare a professare il cristianesimo seppur critico in privato verso la Chiesa cattolica.
Tentativi di diffusione della teofilantropia in Italia furono fatti durante il triennio giacobino.

### Il deismo contemporaneo

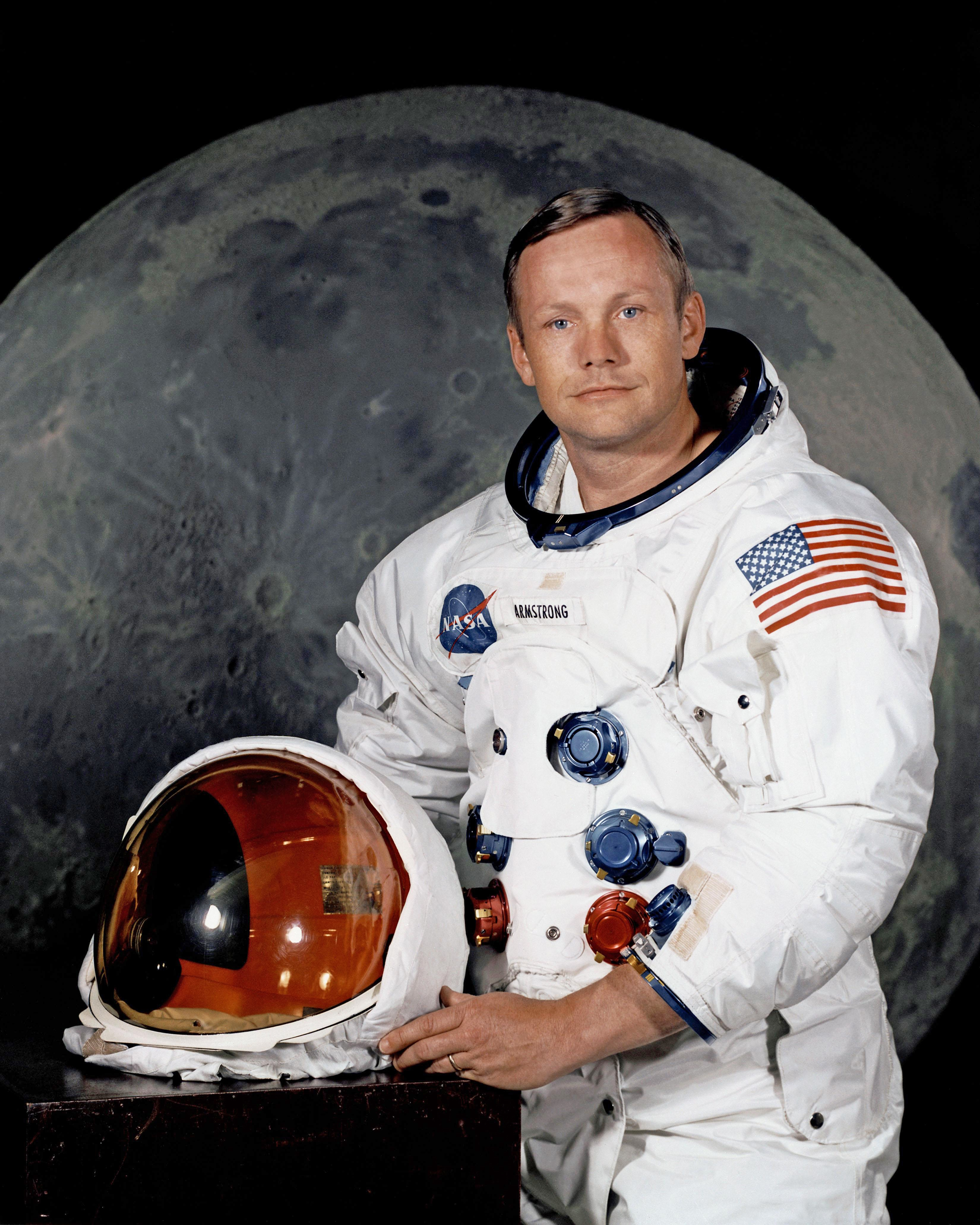
Neil Armstrong, primo uomo sulla Luna, era un deista.

Concezioni religiose di tipo deista sarebbero ancora particolarmente diffuse negli Stati Uniti e in grande espansione. Alcune associazioni di deisti, basandosi su studi sulle dinamiche religiose, stimano la popolazione americana vicina al deismo pari a quasi il 10% del totale; questa percentuale è annoverata come parte della categoria non religiosa. Altre stime vorrebbero invece il deismo una minoranza molto più esigua, circa lo 0,02%.
Famosi deisti contemporanei furono il fisico Stephen Hawking (formalmente anglicano e membro della Pontificia accademia delle scienze; in età matura divenuto ateo/agnostico) e l'astronauta dell'Apollo 11 Neil Armstrong (metodista ma che si definiva filosoficamente deista).
In Italia esiste l'Unione Deista Italiana, rappresentante italiana della Unione Mondiale dei Deisti, che promuove il deismo e lotta per il suo riconoscimento con un'intesa con lo Stato Italiano.

## Dottrina
(Voltaire, Les cabales, 1772)

### Critiche alle istituzioni religiose

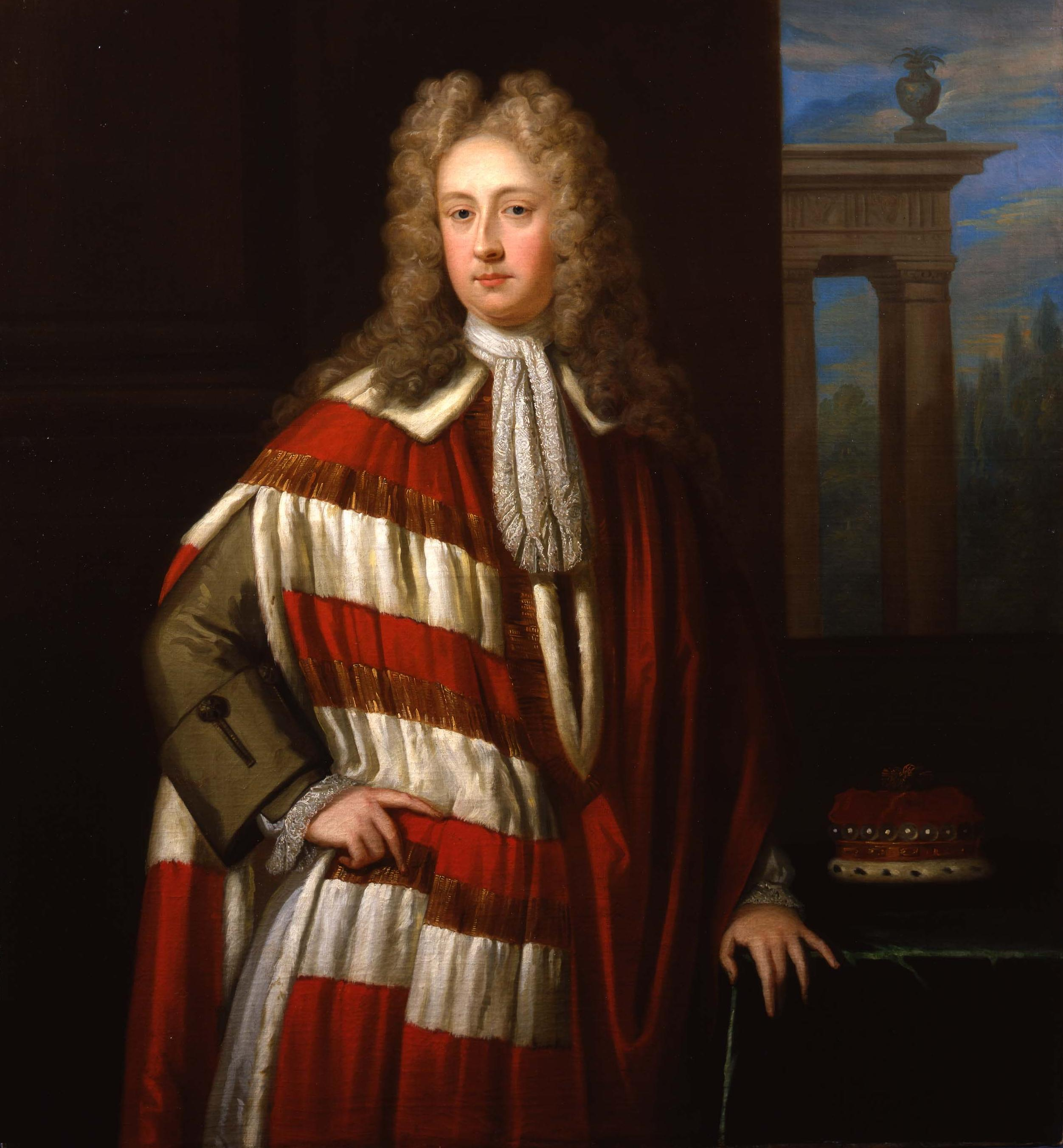
Lord Bolingbroke (1678-1751)

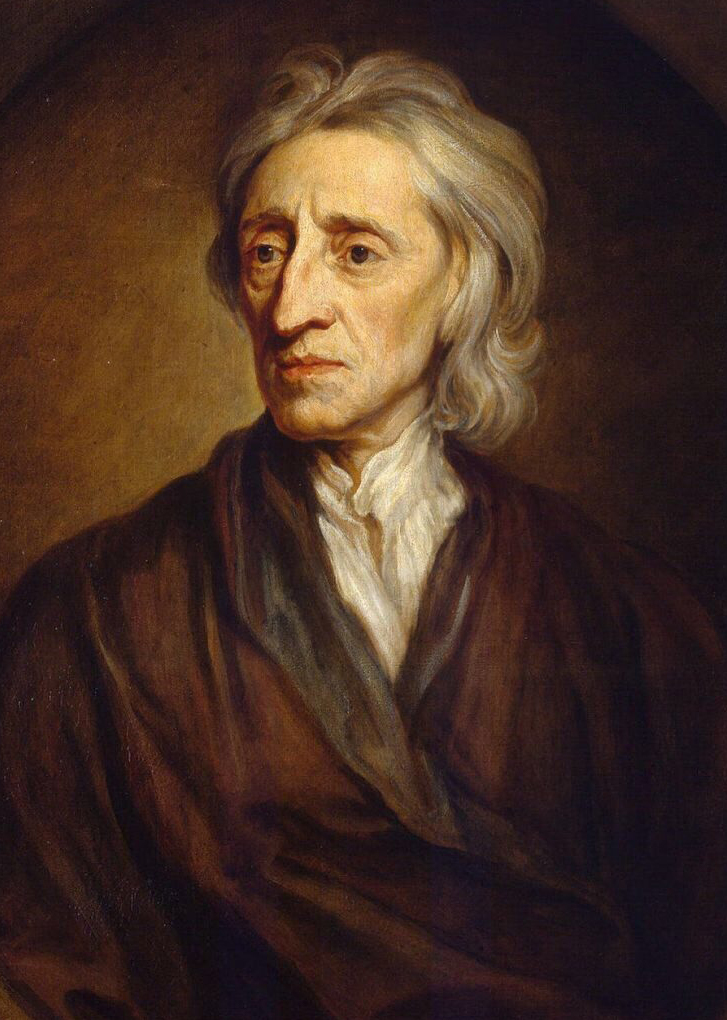
John Locke, ritratto da Godfrey Kneller nel 1697

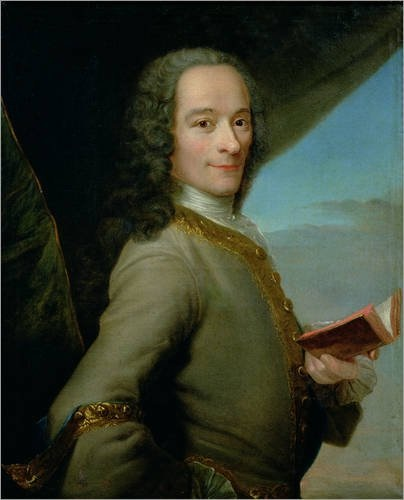
Voltaire, ritratto da Maurice Quentin de La Tour (circa 1737, Museo Antoine Lécuyer)

Facendo leva sulla ragione, i deisti contestano le rivelazioni su cui si fondano le varie confessioni religiose, ritenendo le chiese istituzioni umane dettate da scopi di dominio e non dal possesso della verità. La vera rivelazione è offerta dal lume naturale della ragione e non da comunicazioni dirette e miracolose della divinità a profeti o fondatori di religioni positive.
Per Lord Bolingbroke, la religione, il cristianesimo e le chiese non sono che mezzi al servizio dello Stato per temperare le passioni antisociali presenti nell'uomo (come definiti già dal Machiavelli). Il cristianesimo è vero solo nella misura in cui la sua dottrina è razionale, mentre la fede ecclesiastica è un'invenzione umana, escogitata a vantaggio di un ordinamento gerarchico, in cui il clero recita una parte ben remunerata, mantenendo al contempo nella miseria, nella superstizione e nell'ignoranza gli strati popolari. In questo caso viene portata la dottrina protestante all'estremo, e in ambito cattolico si avvicina alla dottrina eretica del modernismo teologico, e politicamente a una forma di "cristianismo" laico (come nel caso dell'ateismo cristiano).
Per Matthew Tindal la religione rivelata è il risultato di imposture umane, evidenti negli antropomorfismi che caratterizzano la divinità preda di passioni umane come l'ira e la gelosia. La religione autentica si fonda su principi puramente morali e pratici, come voleva anche Locke, su un atteggiamento di tolleranza nei confronti degli anticonformisti e degli eterodossi. Tindal in ogni caso identifica la religione autentica negli aspetti razionali del cristianesimo, ritenuto però come istituito direttamente da Dio all'atto della creazione.
Voltaire, che chiama il fanatismo religioso "l'Infame", conclude il Trattato sulla tolleranza con una preghiera a Dio, inteso come l'Essere Supremo deista, affinché spinga l'uomo alla tolleranza specialmente religiosa:
a te, i cui decreti sono e immutabili e eterni, degnati di guardare con misericordia gli errori che derivano dalla nostra natura. Fa' sì che questi errori non generino la nostra sventura. Tu non ci hai donato un cuore per odiarci l'un l'altro, né delle mani per sgozzarci a vicenda; fa' che noi ci aiutiamo vicendevolmente a sopportare il fardello di una vita penosa e passeggera. Fa' sì che le piccole differenze tra i vestiti che coprono i nostri deboli corpi, tra tutte le nostre lingue inadeguate, tra tutte le nostre usanze ridicole, tra tutte le nostre leggi imperfette, tra tutte le nostre opinioni insensate, tra tutte le nostre convinzioni così diseguali ai nostri occhi e così uguali davanti a te, insomma che tutte queste piccole sfumature che distinguono gli atomi chiamati "uomini" non siano altrettanti segnali di odio e di persecuzione. Fa' in modo che coloro che accendono ceri in pieno giorno per celebrarti sopportino coloro che si accontentano della luce del tuo sole; che coloro che coprono i loro abiti di una tela bianca per dire che bisogna amarti, non detestino coloro che dicono la stessa cosa sotto un mantello di lana nera; che sia uguale adorarti in un gergo nato da una lingua morta o in uno più nuovo. Fa' che coloro il cui abito è tinto in rosso o in violetto, che dominano su una piccola parte di un piccolo mucchio di fango di questo mondo, e che posseggono qualche frammento arrotondato di un certo metallo, gioiscano senza inorgoglirsi di ciò che essi chiamano "grandezza" e "ricchezza", e che gli altri li guardino senza invidia: perché tu sai che in queste cose vane non c'è nulla da invidiare, niente di cui inorgoglirsi. Possano tutti gli uomini ricordarsi che sono fratelli! Abbiano in orrore la tirannia esercitata sulle anime, come odiano il brigantaggio che strappa con la forza il frutto del lavoro e dell'attività pacifica! Se sono inevitabili i flagelli della guerra, non odiamoci, non laceriamoci gli uni con gli altri nei periodi di pace, ed impieghiamo il breve istante della nostra esistenza per benedire insieme in mille lingue diverse, dal Siam alla California, la tua bontà che ci ha donato questo istante.»
(Voltaire)

Anche Rousseau, ex calvinista ed ex cattolico, è un critico delle religioni rivelate, quelle caratterizzate da dogmi positivi e formalizzate da testi sacri o autorità terrene. La sua critica è rivolta soprattutto contro il principio di autorità, considerato il fondamento di ogni intolleranza; per Rousseau non si può 
Secondo il pensatore svizzero, se la nostra comprensione pondera circa l'esistenza di Dio, non incontra altro che contraddizioni. Per cui gli impulsi del nostro cuore hanno più valore della comprensione, e questo ci proclama chiaramente le verità della religione naturale, ovvero l'esistenza di Dio e l'immortalità dell'anima; questo lo differenzia dalla visione deista di Voltaire, che riteneva che l'esistenza dell'Essere Supremo fosse verità di ragione e non di fede. Rousseau ribadisce poi quello che aveva sostenuto nel Contratto sociale, che le religioni positive (purché siano oneste, veritiere e tolleranti) sono molto importanti come garanzia del rispetto delle leggi all'interno di uno Stato, in questo senso in maniera simile a Bolingbroke: «Considero tutte le religioni particolari come altrettante salutari istituzioni che in ogni paese prescrivono un modo uniforme di onorare Dio con un culto pubblico. ( [...] ) Credo che siano tutte buone quando Dio vi è servito adeguatamente.» Lo stesso Voltaire ammette pragmaticamente che "la legge vigila sui crimini conosciuti, la religione su quelli segreti".

### Critiche all'ateismo
(Voltaire)

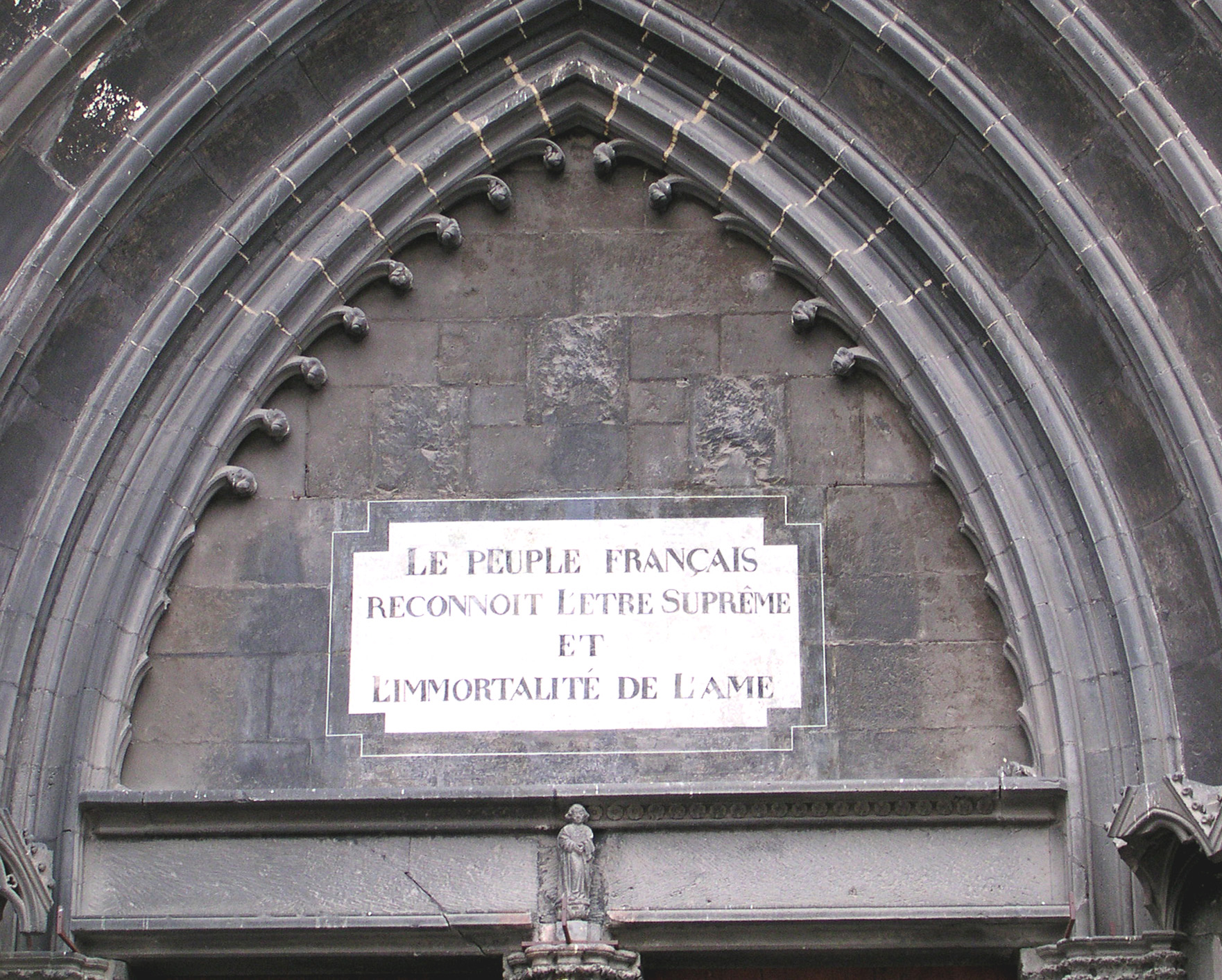
Cattedrale di Clermont-Ferrand, iscrizione emersa durante un restauro: «Le peuple français reconnoit l'Etre Suprême et l'immortalité de l'âme» ("Il popolo francese riconosce l'Essere Supremo e l'immortalità dell'anima").

Il deismo rifiuta decisamente l'ateismo, in quanto incapace di spiegare l'ordine del «grande orologio dell'universo che richiede un grande orologiaio quale suo fattore», scrisse Voltaire.
(Voltaire, Trattato di metafisica, seconda versione, 1736, capitolo II)
(Voltaire, Épître 104 – Épître à l'Auteur du Livre des Trois Imposteurs, v. 22.)

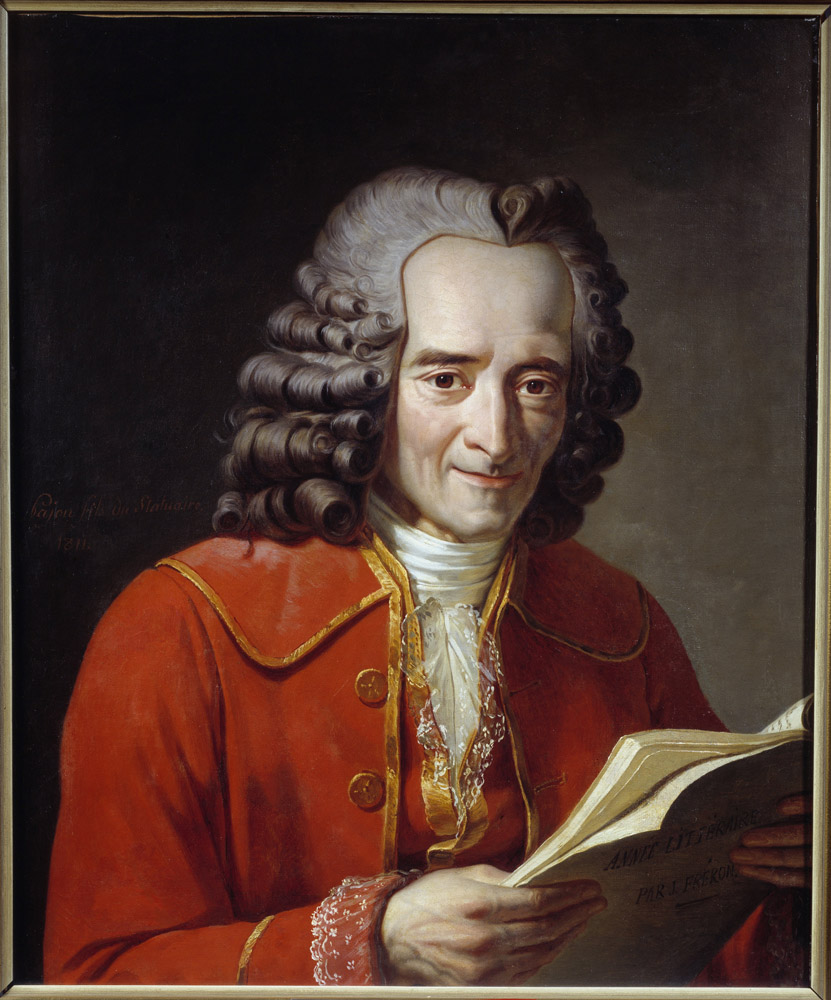
Jacques Augustin Catherine Pajou, Voltaire che legge, olio su tela, 1811

L'obiezione fondamentale mossa agli atei dai deisti (ad esempio da Rousseau a Diderot e d'Holbach) è compendiabile nell'immagine dell'Iliade o dell'Eneide come risultanti da una combinazione puramente casuale delle lettere dell'alfabeto o dei caratteri di stampa. Per usare un'altra immagine: gli atei sarebbero imbarcati su un aereo privo di pilota e, escludendo all'origine una mente onnisciente e onnipotente, non saprebbero spiegare chi ha predisposto il pilota automatico o costruito un aereo capace di volare. Anche con la selezione naturale e l'evoluzione, aggiunta la moltitudine di pianeti, per quanto riguarda la vita, non essendo dimostrata l'esistenza di un multiverso resta difficile spiegare con il semplice caso l'universo finemente regolato. Il cosiddetto teorema della scimmia instancabile, che sostiene che premendo tasti a caso per un tempo infinito anche una scimmia può scrivere un libro, è assai dibattuta; il biologo ateo e antiteista Richard Dawkins, esponente del neodarwinismo lo considera impossibile. Nel suo L'orologiaio cieco (1986) calcola che al ritmo di una lettera al secondo il tempo trascorso dalla nascita dell'universo ad oggi non sarebbe stato (quasi certamente) sufficiente alla scimmia per terminare il proprio lavoro. Obiezioni simili, dopo la formulazione della teoria del Big Bang hanno riportato in auge agnosticismo, panteismo e deismo razionalista in luogo dell'ateismo forte, in particolare l'ipotesi del Dio-orologiaio esterno al mondo e alle sue leggi, una volta avviata la macchina. Riprendendo concetti del suo saggio Dal big bang ai buchi neri. Breve storia del tempo, e come detto pur dichiarandosi sostanzialmente ateo, Stephen Hawking disse di credere, in base anche alle proprie convinzioni strettamente cosmologiche, che 
Questa affermazione è possibilista nei confronti di un deismo leggero in cui sono assenti la nozione di provvidenza ed elementi metafisici.
Voltaire chiama questa visione "eterno geometra", in cui si ammette un ordinatore, lontano e irraggiungibile:
(Voltaire, Questioni sull'Enciclopedia, articolo Ateo)

Jean-Jacques Rousseau, dopo aver proposto una religione civile nel Contratto sociale, nell'Emilio ricostruisce una "fede razionale" semplice e intuitiva, basata sulle più elementari evidenze sensibili e sui sentimenti intrinseci al cuore dell'uomo. Dalla sensibilità egli deduce l'esistenza, dalla libera volontà dell'uomo (indipendente dalle semplici relazioni meccaniche tra i corpi) deduce la dualità di spirito e materia; dal moto dei corpi deduce una causa prima, l'indipendenza della cui volontà originaria deve essere ricondotta a una volontà universale che anima il mondo; dalla regolarità di questa volontà, che opera per mezzo di leggi, deduce un'intelligenza; dalla volontà, dalla potenza e dall'intelligenza deduce la bontà di un ente che viene chiamato Dio; dalla bontà di Dio deduce l'immortalità dell'anima, che garantisce la punizione dei malvagi e il premio dei buoni oltre questa vita. Da queste semplici considerazioni, a suo avviso, si possono ricavare tutte le massime necessarie per regolare la propria vita secondo giustizia, cioè per comportarsi moralmente. Rousseau decisamente rifiuta il movimento in sé della materia, tema su cui insistevano i materialisti, occorrono una causa prima intelligente, un motore immobile: 
(Jean-Jacques Rousseau)
Quindi deduce che questa divinità sia buona e creatrice di esseri in origine buoni:

### Etica
(Jean-Jacques Rousseau)

#### Generalità
Il concetto alla base del deismo, quello di una divinità eminentemente creatrice e ordinatrice, è immediatamente utilizzabile, nell'ambito della classificazione tra religioni rivelate e religioni in ottica etnologica, per identificare questi secondi modelli rispetto alle prime.
Nella religione rivelata infatti la divinità non esplica solo una funzione creatrice ma anche quella di censore/supervisore etico dell'uomo. Nel deismo questa posizione, seppur in polemica con i cristiani, emerge in Rousseau, che pur negando il Peccato Originale scrive anche che "Tutte le cose sono state create buone da Dio, tutte degenerano nelle mani dell’uomo".

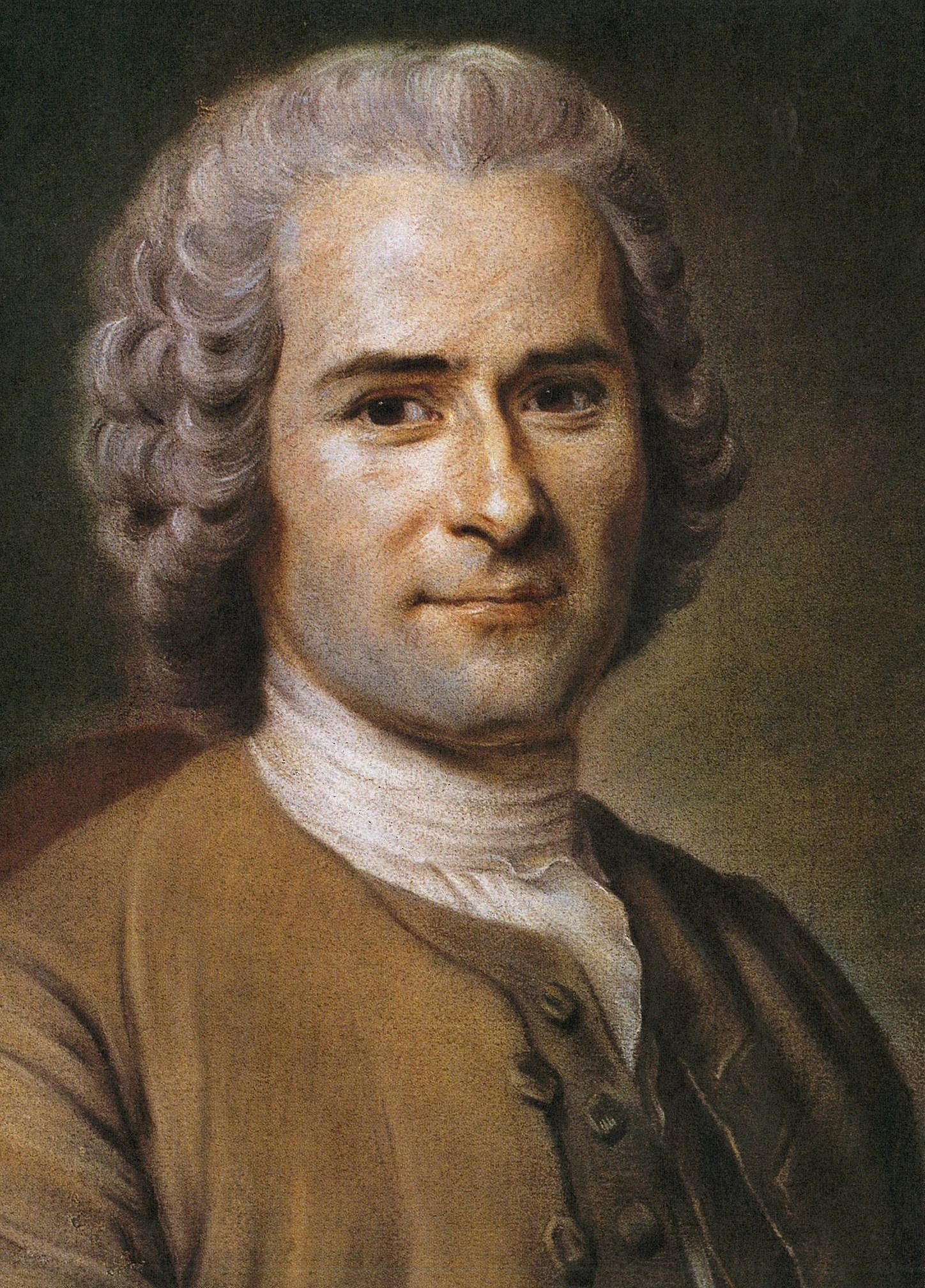
Jean-Jacques Rousseau

Questa modalità di intendere il profilo della divinità è una modalità contingente che si può ritrovare solo su sistemi di culto connessi con modelli sociali di tipo classistico. Il passaggio da modelli deistici a modelli teoetotomistici - corroborato da varie evidenze antropologiche - è stato invocato, ad esempio da Locke e Rousseau, per spiegare la credenza religiosa riguardo al peccato originale.
Le forme deistiche, non teoetomistiche, non contemplano infatti alcun concetto di peccato/corruzione/impurità. Questo implica che in esse la sfera etica sia sottratta dall'ambito confessionale, di fede.
L'uomo dunque non può conoscere il bene e il male. Secondo Rousseau l'uomo nasce neutro, semplificando molto un "buon selvaggio", e sono la società e l'educazione, non la natura o qualche peccato ereditato, a renderlo malvagio e intollerante; l'ordine politico dispotico è una pura creazione umana, non esiste diritto divino dei re ("l'uomo è nato libero, ma ovunque è in catene" scrive nel Contratto sociale).
Questa trasformazione socio culturale può essere infatti invocata in ambito ebraico-cristiano per interpretare il passaggio dalla condizione anteriore alla nascita della leggenda della manducazione del pomo dell'albero biblico - detto per l'appunto della conoscenza del bene e del male - in cui l'uomo, vivendo in contesti deistici non era in grado di sperimentare la condizione di conoscenza di eventuali gesti e scelte da intendere quale opposizione alla volontà della divinità (male) da gesti e atteggiamenti graditi alla stessa (bene). È immediata la possibilità di identificare questa valenza nel nome dato all'albero in questione, l'albero della conoscenza del bene e del male, dall'agiografo. La conoscenza del bene e male, vere e proprie categorie teologiche, è infatti possibile solo in un contesto dove la divinità emani norme e leggi o principi etici a cui l'individuo si deve attenere - pena l'incorrere in sanzioni/condanne. Secondo Voltaire e Rousseau, l'uomo può trovare comunque come individuo pensante alcuni valori fondamentali seguendo il proprio sentimento e la propria ragione, creando quindi un patto sociale. L'etica della reciprocità è considerata un principio importante.

#### Ispirazioni etiche
(Epitteto)
Tuttavia i deisti ritengono validi i principi orientati al senso comune o al buon senso generale, dalla ragionevolezza e dal dialogo in rapporto a ciò che è buono o nocivo, anche in senso empirico, e da ciò ricavare leggi e norme civili, come nel caso dei filosofi greci pre rivelazione o non cristiani come Platone, Aristotele, Epicuro, i cinici, gli stoici, o dei latini Catone il Censore, Cicerone, Seneca, Marco Aurelio, Lucrezio, Epitteto o quelli moderni che sulla base della comune ragione hanno voluto approntare delle proprie etiche come gli umanisti, i rinascimentali come Machiavelli, Pico della Mirandola, Giordano Bruno, Tommaso Moro, Erasmo da Rotterdam o i seicenteschi Giambattista Vico, Leibniz, Adam Smith, David Hume, Jean-Jacques Rousseau, Voltaire, Fichte, Kant, gli ottocenteschi Hegel, Goethe, i novecenteschi Benedetto Croce, Giovanni Gentile, Heidegger, Gadamer, Karl Jaspers, Norberto Bobbio, Emmanuel Levinas, Martin Buber, Hannah Arendt (alcuni con qualche leggero influsso teologico ma sempre nel perimetro del filosofico), Gianni Vattimo, Remo Bodei, Massimo Cacciari. A questi aggiungono filosofi che pur non rinunciando al piano teologico hanno contribuito ad illuminare aspetti importanti dell'animo umano come Kierkegaard, Schelling e tornando indietro nel tempo anche la stessa tradizione scolastica-cattolica nei suoi interpreti più illuminato, come Agostino d'Ippona, Severino Boezio, Meister Eckhart o pensatori orientali come Laozi.

#### Valori
(Articolo 2 della legge francese del 18 fiorile anni II, 7 maggio 1794)
Molti deisti moderni hanno aderito a valori come il rispetto per la natura, per il prossimo, nonché la tolleranza religiosa.
(Evelyn Beatrice Hall, The friends of Voltaire)
La frase precedente attribuita a Voltaire è in realtà basata su un altro passo:
(Voltaire, Questions sur l'Encyclopédie, articolo "Homme")

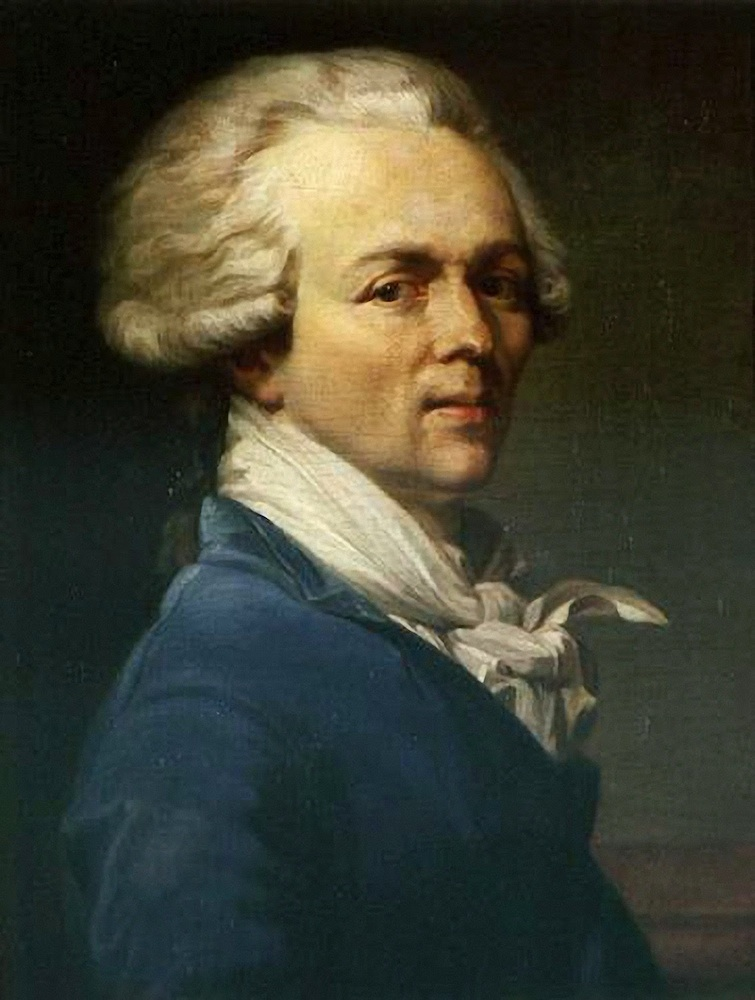
Robespierre ritratto da Ducreux

Già nel discorso per l'approvazione della legge sull'Essere Supremo e la conferma della libertà di culto, il leader giacobino della rivoluzione francese Maximilien de Robespierre descrisse la propria visione teorica di un deismo etico istituzionale a beneficio del popolo ancora tendente al cattolicesimo, che intendeva placare i conflitti interni seguiti al Regime del Terrore e arginare l'ateismo; tale visione è basata sulle teorie espresse da Rousseau e sulla libertà di culto propugnata da Voltaire:
(Maximilien de Robespierre)

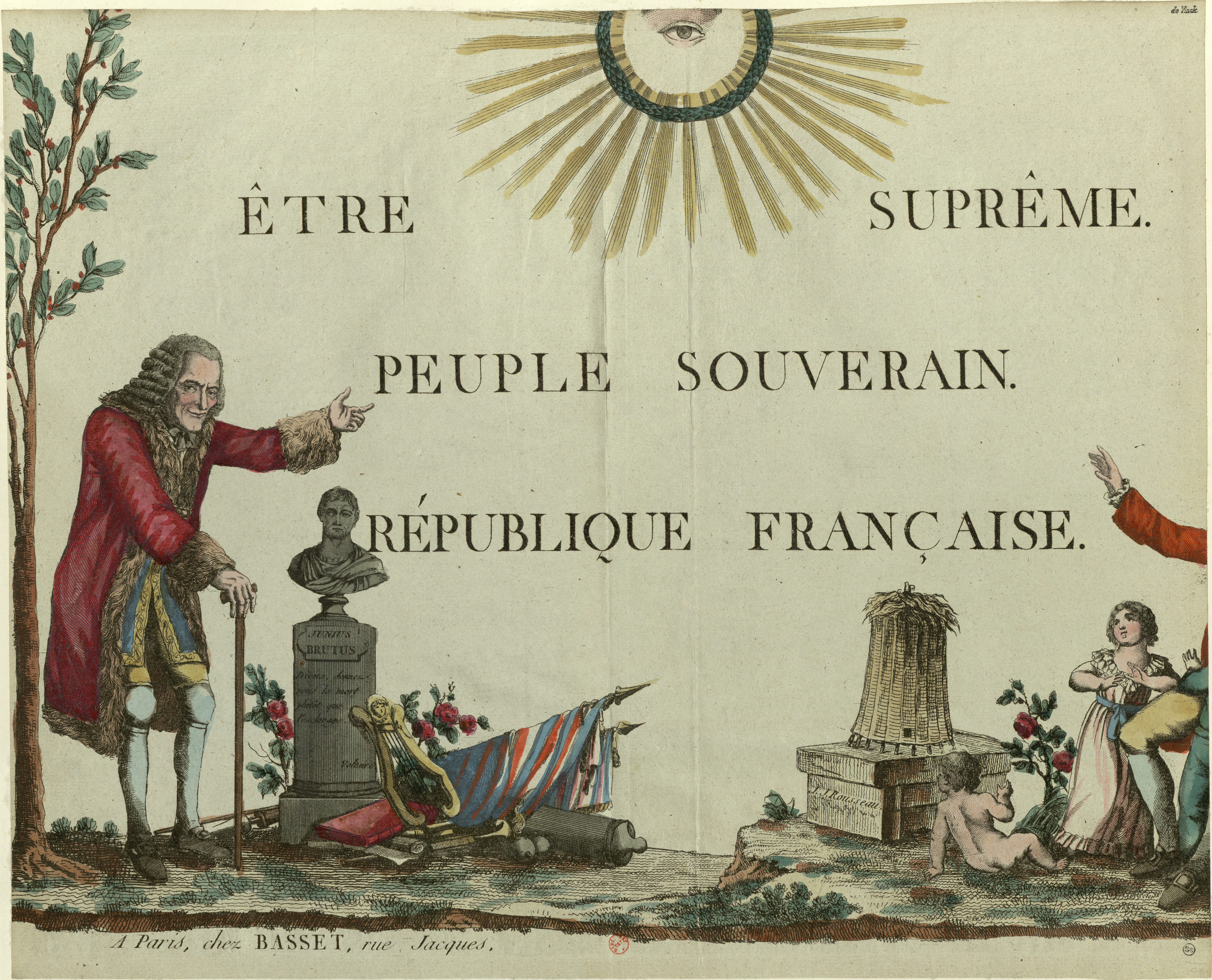
Essere supremo. Popolo sovrano. Repubblica francese, stampa celebrativa rivoluzionaria francese del 1794. Voltaire è rappresentato accanto a un busto di Lucio Giunio Bruto, fondatore della Repubblica Romana, attorniati di diversi simboli e immagini, tra cui l'Essere Supremo raffigurato come una fonte di luce e l'occhio della provvidenza.

Gli illuministi hanno approfondito molto la questione etica deista; oltre a Rousseau, specialmente Voltaire e gli enciclopedisti.
Secondo loro Dio quindi non interverrà più nella creazione dell'universo che egli «lascia andare come va» e che non interferisce nella storia dell'uomo che secondo molti non sarà né condannato né premiato per le sue azioni (posizione anti-provvidenzialista che è invece condannata aspramente da Rousseau nella sua polemica con Voltaire).
Rousseau afferma anche di aver «chiuso tutti i libri. Solo uno resta aperto davanti agli occhi di tutti, ed è quello della natura.»
La guida dell'uomo nella sua condotta morale diviene così una religiosità laica, trasformazione della religione in morale naturale i cui precetti sono uguali per tutti gli uomini:
(Voltaire)
(D'Alembert, Elementi di filosofia, VII)
Tra i doveri naturali va annoverato il nuovo concetto rivoluzionario di tolleranza che viene spesso riferito alla vita economica applicando il concetto illuministico della ragione operativa, nel senso di giudicare la razionalità dai suoi risultati pratici:
(Pierre Bayle, Commentario filosofico)
(Voltaire, Trattato sulla tolleranza)
(Voltaire, Dizionario filosofico, voce "Tolleranza")

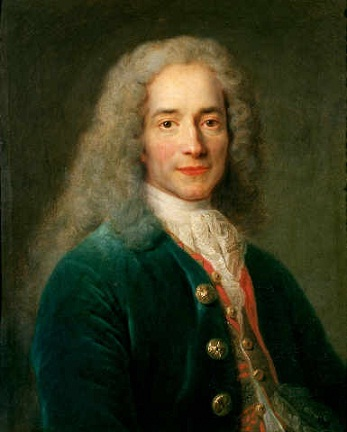
Ritratto giovanile di Voltaire

Questo metodo di giudizio riguarda anche la morale: per gli illuministi è moralmente buono solo ciò che rende possibile il conseguimento dell'utile sociale. Lo stesso valore di tolleranza non esclude che si possa professare la fede in una religione rivelata: questo però sarà consentito solo nell'ambito della morale privata e non in quello della morale pubblica:
(Enciclopedia voce "Tolleranza", scritta da Jean-Edme Romilly)

Voltaire esemplifica nel Candido un modello di utopica società dove (a differenza della violenta e intollerante Europa) vige il deismo, la tolleranza e il buon senso, nei capitoli ambientati nell'Eldorado:
Candido aveva la curiosità di vedere dei preti, e fece domandare dove fossero. Il buon vecchio sorrise. «Amici miei, disse egli, noi siamo tutti preti: il re e tutti i capi di famiglia cantano degl’inni di rendimento di grazie solennemente, e tutte le mattine cinque o seimila musici li accompagnano. – Come! voi non avete frati che insegnano, che disputano, che governano, che tramano e bruciano e che facciano bruciare la gente che non è del lor parere? – Bisognerebbe che noi fossimo ben pazzi, disse il vecchio: noi siamo tutti di un medesimo sentimento, e non intendiamo ciò che vogliate dire a proposito dei vostri frati.»
(Voltaire, Candido o l'ottimismo, "Quel che videro in Eldorado")

### Vita oltre la morte
Il deismo non ha una posizione univoca sull'esistenza di una vita oltre la morte, anche se essa è generalmente ammessa, come pure in alcuni casi (Giuseppe Mazzini, Benjamin Franklin) è ammessa la possibilità della reincarnazione.

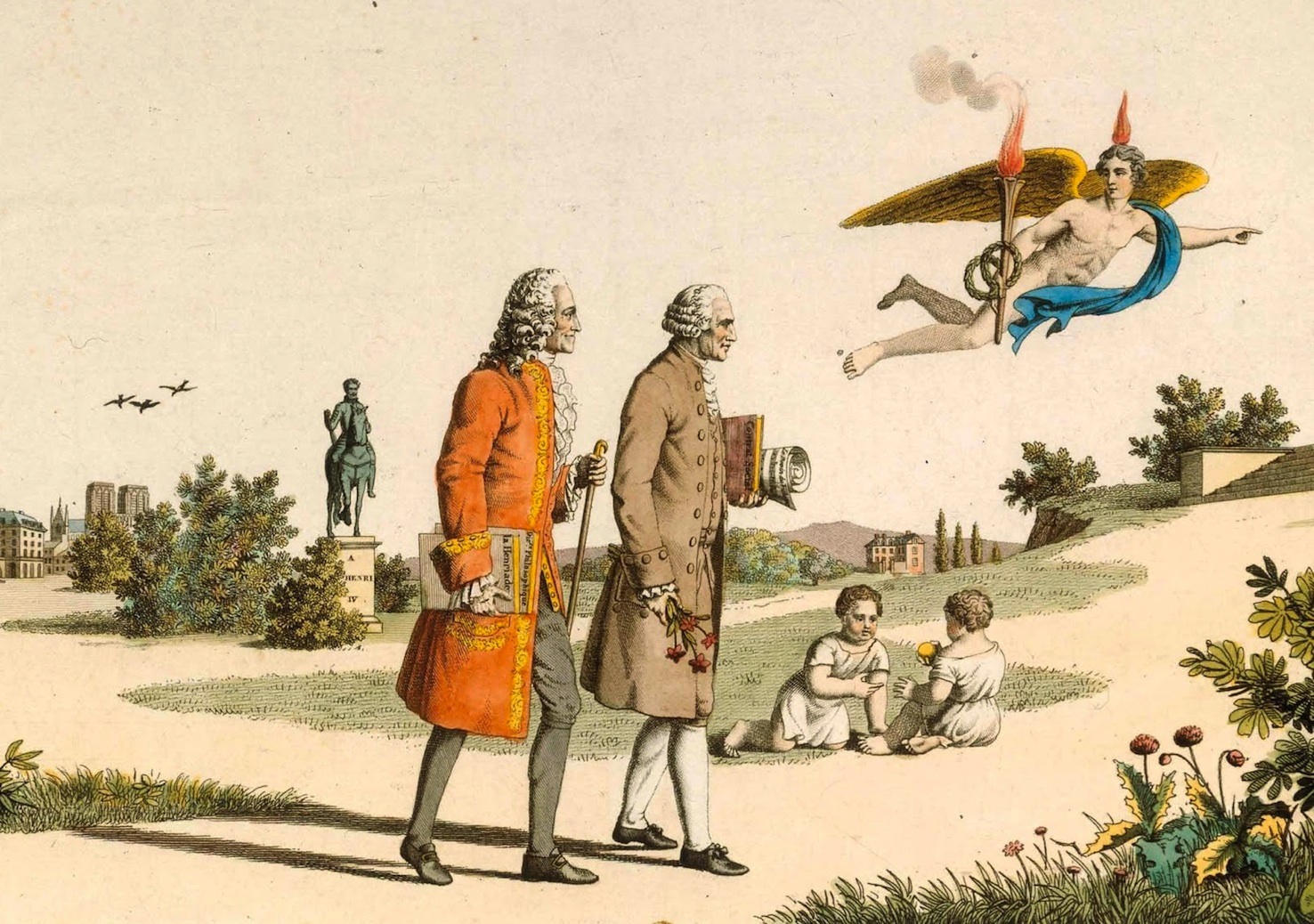
Stampa agiografica del 1794: Voltaire e Rousseau sono guidati dal Genio della Ragione verso la gloria e l'immortalità

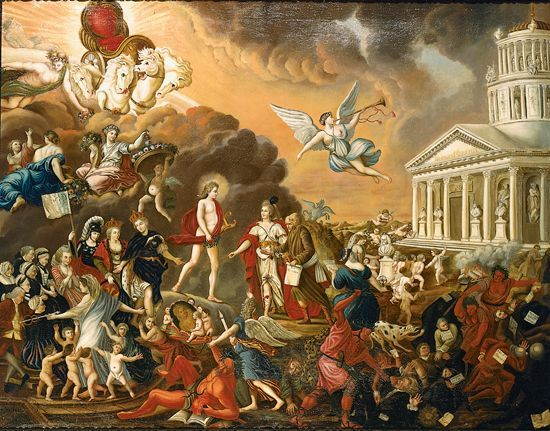
Apoteosi di Voltaire, dipinto celebrativo che raffigura il filosofo incoronato dalla Gloria e guidato dalla Verità, in una sorta di luogo che ricorda i Campi Elisi

Voltaire nel Dizionario filosofico ammette di non poter né definire né escludere l'esistenza dell'anima, né comprendere la sua sostanza e come differenziarla da un corpo, quindi afferma di non poter aderire né al materialismo né allo spiritualismo.
Le associazioni deiste moderne considerano la questione come non rilevante e lasciano ai loro aderenti la facoltà di autodeterminarsi, non imponendo lo scetticismo scientifico, anche spesso i deisti, essendo razionalisti, non credono a concezioni miracolistiche. Solitamente viene ammessa e accettata dai deisti l'immortalità dell'anima e in certi casi (come era sostenuto da Rousseau e da Locke) una forma di retribuzione, in una vita futura o in un aldilà (secondo Rousseau anche dopo aver ricevuto un premio immanente; anche solo il pensiero di aver fatto del bene è esso stesso un bene). Tuttavia ciò è visto anche in funzione di miglioramento, infatti la maggioranza dei deisti non crede ad una punizione eterna come l'inferno, ma al massimo temporanea, vista come una forma di superstizione che nasconde, per ignoranza o per meri fini di controllo sociale, la benevolenza finale erga omnes e la razionalità divina, oppure la sua indifferenza a punire e occuparsi direttamente del mondo. Chiunque è ritenuto vivere una vita degna e positiva, praticando la tolleranza, è comunque ben considerato anche se privo di fede o credenze in una religione rivelata.